# Euríbia
Euríbia (en grec antic: Εὐρύβια 'de vast poder, poderosa' d'εὐρύς, 'gran', 'vast' i βία, 'força', 'poder'), va ser una deessa marina, filla de Pontos, (el Mar) i de Gea (la Terra). És germana de Nereu, Forcis, Ceto i Taumant, i pertany al grup de les divinitats primordials.
Unida amb el tità Crios va ser la mare de Pal·lant, de Perses i d'Astreu.